# Adrian Chmielarz
Adrian Maciej Chmielarz (ur. 9 kwietnia 1971) – polski projektant, programista i producent gier komputerowych. Brał między innymi udział w stworzeniu pierwszej polskiej gry przygodowej na platformę PC – Tajemnica statuetki.

## Życiorys
Tworzenie gier komputerowych rozpoczął w 1992 roku, choć już w latach 80. wysyłał do czasopisma Komputer tak zwane poke'i, czyli instrukcje, które po wpisaniu pozwalają na przykład osiągać nieśmiertelność w grach. Wraz z Grzegorzem Miechowskim założył firmę Metropolis Software i w 1993 wydał pierwszą produkcję. Pracował przy rozwoju gier Teenagent i Gorky 17, wydanych również poza granicami Polski, a także kilku innych produkcji tego studia. W wyniku konfliktu odszedł z Metropolis Software w 1999 roku.
Przez kilka lat pracował jako konsultant w dziedzinie tworzenia gier komputerowych. W lutym 2002 roku wraz z Andrzejem Poznańskim i Michałem Kosieradzkim założył studio People Can Fly. 12 kwietnia 2004 roku firma wydała bardzo dobrze przyjętą przez krytyków grę Painkiller. Jako dyrektor studia, nawiązał współpracę z Epic Games, która doprowadziła do przejęcia części udziałów w People Can Fly przez Epic w 2007 roku.
W czerwcu 2007 roku, wraz z zespołem, rozpoczął prace nad grą Bulletstorm, której międzynarodowa premiera odbyła się w lutym 2011 roku. Do sierpnia 2012 roku pełnił w People Can Fly funkcję dyrektora kreatywnego, jednak w związku z wykupieniem przez Epic Games całości udziałów studia zdecydował o odejściu z niego.
Po odejściu z People Can Fly założył niezależne studio The Astronauts, którego pierwszą produkcją była inspirowana literaturą weird fiction gra przygodowa Zaginięcie Ethana Cartera (ang. The Vanishing of Ethan Carter). Tytuł został wydany 25 września 2014 roku na komputery osobiste z systemem Windows oraz 15 lipca 2015 na konsolę PlayStation 4.